# Polyplumaria flabellata
Polyplumaria flabellata är en nässeldjursart som först beskrevs av Sars 1873.  Polyplumaria flabellata ingår i släktet Polyplumaria och familjen Plumulariidae. Inga underarter finns listade i Catalogue of Life.